# Этна (поэма)
«Этна» (лат. Etna) — поэма, которую приписывают римскому поэту Вергилию, часть Appendix Vergiliana. Исследователи уверены, что настоящий автор — какой-то другой античный писатель, живший после I века н. э. Предположительно «Этну» приписали Вергилию только из-за того, что в «Энеиде» есть красочное описание этого вулкана.
Поэма представляет собой описание вулканов и причин извержений, она содержит описание сицилийских пейзажей. Антиковеды констатируют, что с литературное точки зрения «Этна» — малоудачное произведение.